# Secret Wars
Pour les articles homonymes, voir Secret Wars II et Les Guerres Secrètes.
Secret Wars est un crossover publié en 2015 sur les comic books évoluant dans l'univers Marvel de la maison d'édition Marvel Comics. Il se déroule sur la Terre-15513.
Ce crossover confronte l'univers Marvel à de nombreux univers alternatifs (Ultimate Marvel, Marvel 2099, Age of Apocalypse, Marvel 1602, House of M) sur Battleworld, une planète qui présente les aspects de ces différents univers. La planète est divisée en plusieurs territoires qui sont la plupart du temps renfermés sur eux-mêmes et où un micro-univers est installé et évolue. Plusieurs versions d'un même personnage Marvel peuvent être présentes sur Battleworld.
Le nom Secret Wars rappelle — et ne doit pas être confondu avec — la minisérie homonyme Secret Wars (Marvel Super Heroes Secret Wars), traduite en français par Les Guerres secrètes et publiée de 1984 à 1985 également chez Marvel.

## Historique de la publication
L'histoire qui est présentée dans plusieurs séries est publiée en France à partir du 6 mai 2015. Elle s'articule autour d'une minisérie intitulée Secret Wars, écrite par Jonathan Hickman et dessinée par Esad Ribić. Celle-ci arrive juste après le récit intitulé Time Runs Out qui a été raconté dans les revues Avengers et New Avengers.
À l'origine, la minisérie devait être présentée sur 8 numéros mais un neuvième fut ajouté,.
Les miniséries sont divisées en trois catégories : « Battleworld », « Warzones », et « Last Days ». Une des miniséries principale est Ultimate End qui marque la fin de l'univers Ultimate après 15 ans d'existence. Ultimate End est écrit par Brian Michael Bendis et dessiné par Mark Bagley, l'équipe qui a lancé l'univers Ultimate avec Ultimate Spider-Man.

### Prélude
La série est lancée en mai 2015 avec deux numéros, puis continue à un rythme mensuel jusqu'en décembre 2015.
Elle prend la suite de l'histoire Time Runs Out qui avait été développée dans les comics Avengers et New Avengers. Après la collision et la destruction de deux univers Marvel, l'univers 616 (qui est l'univers classique) et le 1610 qui est celui de l'Ultimate Marvel, des morceaux sont mystérieusement sauvés et utilisés pour créer un nouvel univers appelé « Battleworld ».
D'autres univers ou réalités alternatives sont aussi adjointes à celui-ci comme Civil War, Age of Apocalypse, Days of Future Past et Armor Wars. En plus du comics principal de nombreux comics vont faire partie de l'histoire. Trois groupes de comics sont alors constitués : « Last Days », « Battleworld » et « Warzones ».
Last Days raconte les dernières aventures de nombreux héros ou vilains avant la fin de l'univers Marvel, Warzones les différents domaines de Battleworld et Battleworld porte plus sur le monde dans son entièreté.

## Publication
États-Unis
- septembre 2015 - janvier 2016

 France
- janvier 2016 - mai 2016